# Glina (Sisak-Moslavina)
Glina è una città della Croazia di 9 868 abitanti della regione di Sisak e della Moslavina.